# Алавиды
Алавиды (перс. سلسله علویان طبرستان‎) — шиитский эмират, базировавшийся в Табаристане (Иран). Алавиды являлись потомками второго шиитского имама Хасана ибн Али. Они принесли ислам в район Ирана к югу от Каспийского моря. Правление династии завершилось, когда они потерпели поражение от империи Саманидов в 928 году. После поражения часть армии перешла на сторону Саманидов.
Мердавидж, сын Зияра, был одним из генералов, переметнувшихся к Саманидам. Позднее он основал династию Зияридов. В войске Алавидов были также Имад ад-Даула и его братья Хасан и Ахмед, представители рода Буидов, которые также позднее создали свою династию.

## Эмиры Алавидов
- Хассан ибн-Зейд «Да-и Кабир» — «Великий Миссионер» (864—883)
- Мохаммад ибн-Зейд
- Саманиды заняли Табаристан. Алавиды бежали в Гилян (900—913)
- Хасан ибн-Али «Насир Кабир» — «Великий защитник» (913—916)

Раскол в Алавидах на анти-Саманидов и про-Саманидов
Анти-Саманиды:
- Хассан ибн-Касым «Да-и Сакир» «Молодой Миссионер» (916—928)

Про-Саманиды:
- Ахмад ибн-Хассан «Насир Кабир» (916—923)
- Джафар ибн-Хассан «Насир Кабир» (916—924)
- Мохаммад ибн-Ахмад (924—927)
- Хассан ибн-Ахмад (927)